# Hermann Heinzel
Hermann Heinzel (* 1939 in Polen) ist ein deutscher Vogelzeichner und Ornithologe, der zahlreiche Bestimmungsbücher illustrierte.

## Leben und Wirken
Heinzel ist der Sohn eines Deutschen und einer Polin. Nach der Befreiung im Jahr 1945 zog die Familie ins Münsterland, wo Heinzel auf einem Bauernhof aufwuchs und in eine örtliche Schule im Wald ging. Nach der Schule absolvierte er eine Anstreicherlehre. Im dritten Lehrjahr machte er in den Ferien die Bekanntschaft mit einem belgischen Jesuiten, der sein zeichnerisches Talent erkannte und förderte. Heinzel machte sein Abitur nach und im Alter von 17 Jahren begann er an der Universität Gent ein Biologiestudium, wo vor allem die Systematik sein Schwerpunkt war. Um sein Studium zu finanzieren, verkaufte er seine Vogelzeichnungen, vornehmlich Porträts von Papageien, an private Sammler. Nach seinem Abschluss arbeitete er in einem eigenen Atelier am Museum Alexander Koenig als Vogelzeichner. Hier lernte er den Systematiker Hans Edmund Wolters kennen, mit dem ihn eine langjährige Freundschaft verband. 1962 schrieb er sich an den Kölner Werkschulen ein. Zur Finanzierung seines Kunststudiums, zeichnete er für internationale Vogelmagazine aus Großbritannien, Belgien und den Niederlanden Vogeltafeln. Sein erstes illustriertes Werk war das Readers Digest Book on Birds, das beim Verlag Collins Publishers erschien und in mehreren Ländern veröffentlicht wurde. 1972 illustrierte er den sehr erfolgreichen Vogelführer The birds of Britain and Europe with North Africa and the Middle East, der in 27 Sprachen, darunter auf Deutsch (als Pareys Vogelbuch: alle Vögel Europas, Nordafrikas und des Mittleren Ostens) übersetzt wurde. Weiter fertigte er Farbtafeln für die Vogelbände von Grzimeks Tierleben an. Seit Ende der 1970er-Jahre lebt Heinzel in Südfrankreich. 1991 und 1999 drehte der französische Filmemacher Jacques Mitsch die Dokumentationen Hermann Heinzel, ornithologue und Hermann Heinzel ou Le point de vue de l'echassier. Heinzel wurde für seine Arbeit mit Kindern mit dem Chevalier de l’Ordre national du Mérite ausgezeichnet.

## Werke (Auswahl)
- The birds of Britain and Europe with North Africa and the Middle East (mit Richard Fitter und John Parslow), 1972
- Pareys Vogelbuch: alle Vögel Europas, Nordafrikas und des Mittleren Ostens, 1972
- The Birds of New Providence and the Bahamas (mit P.G.C. Brudenell-Bruce), 1975
- Field Guide to the Sea-birds of Britain and the World (mit Gerald Tuck), 1978
- Field Guide to the Sea-birds of Southern Africa and the World (mit Gerald Tuck), 1978
- Handguide to the Birds of Britain and Europe (mit Martin Woodcock), 1978
- Cage Birds, 1979
- The Bird Table : Attracting Birds to Garden or Balcony : How to Recognize and Feed Them, 1979
- A field guide to the seabirds of Australia and the world (mit Gerald Tuck), 1980
- Die Meeresvögel der Welt (mit Gerald Tuck), 1980
- Collins Handguide to the Birds of the Indian Sub-Continent, Including India, Pakistan, Bangladesh, Sri Lanka and Nepal (mit Martin Woodcock), 1980
- Collins Handguide to the Birds of New Zealand (mit Chlöe Talbot-Kelly), 1984
- Galapagos Diary: A Complete Guide to the Archipelago’s Birdlife (mit Barnaby Hall), 2000
- Birds of Napa County, 2006